# Liste der Kreisstraßen im Landkreis Neustadt an der Waldnaab
Die Liste der Kreisstraßen im Landkreis Neustadt an der Waldnaab ist eine Auflistung der Kreisstraßen im bayerischen Landkreis Neustadt an der Waldnaab mit deren Verlauf. 

## Abkürzungen
- BT: Kreisstraße im Landkreis Bayreuth
- SAD: Kreisstraße im Landkreis Schwandorf
- St: Staatsstraße in Bayern
- TIR: Kreisstraße im Landkreis Tirschenreuth
- WEN: Kreisstraße in der kreisfreien Stadt Weiden in der Oberpfalz

## Liste
Nicht vorhandene bzw. nicht nachgewiesene Kreisstraßen werden in Kursivdruck gekennzeichnet, ebenso Straßen und Straßenabschnitte, die unabhängig vom Grund (Herabstufung zu einer Gemeindestraße oder Höherstufung) keine Kreisstraßen mehr sind.
Der Straßenverlauf wird in der Regel von Nord nach Süd und von West nach Ost angegeben.
| Nr. NEW | Verlauf |
| ------- | --- |
| NEW 1   | /St 2122 – Eschenbach in der Oberpfalz – Apfelbach – Stegenthumbach |
| NEW 2   | NEW 21 – Parkstein – NEW 24 – Berghof – Kotzau – Buch – |
| NEW 5   | (BT 19 im Landkreis Bayreuth) – Landkreisgrenze – Vorbach – NEW 47 – Oberbibrach – NEW 14 – Münchsreuth – Speinshart – St 2168 – NEW 14 – Preißach – NEW 8 – Trabitz – St 2665 – Zessau – Weihersberg – NEW 8 – Pressath – NEW 12 – NEW 24 – Ziegelhütte – NEW 22 – Schwarzenbach – |
| NEW 6   | (jetzt NEW 21) NEW 21 – Oberwildenau – St 2657 in Unterwildenau; alte NEW 21 zur NEW 28 in Neudorf über Schwanhof |
| NEW 7   | NEW 25 in Altenparkstein – |
| NEW 8   | (TIR 31 im Landkreis Tirschenreuth) – Landkreisgrenze – Trabitz – NEW 5 – Blankenmühle – Hub – NEW 12 – Feilersdorf Siedlung – Feilershammer – Zintlhammer – NEW 5 |
| NEW 9   | (WEN 9 in Weiden in der Oberpfalz) – Landkreisgrenze – Schirmitz – Pirk – NEW 30 – Landkreisgrenze – (WEN 9 in Weiden in der Oberpfalz) – Landkreisgrenze – St 2238 in Etzenricht |
| NEW 11  | St 2166 – Letzau – Landkreisgrenze – (WEN 11 in Weiden in der Oberpfalz) |
| NEW 12  | NEW 8 in Hub – Pichlberg – Grub – NEW 5 in Pressath |
| NEW 13  | (TIR 35 im Landkreis Tirschenreuth) – Landkreisgrenze – Gerbersdorf – St 2181 |
| NEW 14  | St 2120 – Schlammersdorf – St 2122 – Menzlas – NEW 47 – Oberbibrach – NEW 5 – Neustadt am Kulm – St 2168 – Filchendorf – NEW 5 in Preißach |
| NEW 15  | (BT 18 im Landkreis Bayreuth) – Landkreisgrenze – St 2184 |
| NEW 16  | in Grafenwöhr – NEW 22 |
| NEW 17  | St 2657 in Luhe – Glaubenwies – Landkreisgrenze – (SAD 29 im Landkreis Schwandorf) |
| NEW 18  | (TIR 36 im Landkreis Tirschenreuth) – Landkreisgrenze – Bernstein – Königshof – Oberbaumühle – St 2181 – Windischeschenbach |
| NEW 19  | St 2181 – Neuhaus bei Windischeschenbach – Pfaffenreuth – Kotzenbach – Wurz – |
| NEW 20  | NEW 27 – Theisseil – Bergnetsreuth – Boxdorf – St 2181/St 2395 in Floß |
| NEW 21  | – NEW 2 – Mantel – St 2166 – Weiherhammer – St 2238 – Oberwildenau – St 2657 in Unterwildenau |
| NEW 22  | NEW 5 – Troschelhammer – Dießfurt – NEW 16 – Bruckendorfgmünd – Dorfgmünd – |
| NEW 23  | in Irchenrieth – Kaimling – Hammer – Zieglhütte – Oberschleif – Binnermühle – Luhmühle – Lämersdorf – NEW 29 – Waldau – St 2166 |
| NEW 24  | NEW 5 in Pressath – Wollau – NEW 25 – Altendorf – Eichelberg – Hammerles – NEW 2 in Parkstein |
| NEW 25  | NEW 24 – Friedersreuth – Glasern – Altenparkstein – NEW 7 – Kirchendemenreuth – Steinreuth – Püllersreuth – Gleißenthal – St 2395 in Windischeschenbach |
| NEW 26  | St 2181 – Remmelberg – St 2166 – Zeßmannsrieth – NEW 29 in Roggenstein |
| NEW 27  | in Neustadt an der Waldnaab – NEW 20 – Theisseil – St 2166 |
| NEW 28  | (TIR 32 im Landkreis Tirschenreuth) – Landkreisgrenze – Neudorf – Luhe am Forst – Luhe – St 2657 – Meisthof – Seibertshof – Engleshof – NEW 30 – in Michldorf |
| NEW 29  | (WEN 29 in Weiden in der Oberpfalz) – Landkreisgrenze – ohne Ort, ohne Abzweig einer klassifizierten Straße – Landkreisgrenze – (WEN 29 in Weiden in der Oberpfalz) – Landkreisgrenze – ohne Ort, ohne Abzweig einer klassifizierten Straße – Landkreisgrenze – (WEN 29 in Weiden in der Oberpfalz) – Landkreisgrenze – ohne Ort, ohne Abzweig einer klassifizierten Straße – Landkreisgrenze – (WEN 29 in Weiden in der Oberpfalz) – Landkreisgrenze – Roggenstein – NEW 26 |
| NEW 30  | NEW 9 in Pirk – Hochdorf – Zeißau – Engleshof – NEW 28 |
| NEW 32  | St 2396 in Neuenhammer – Schmidtlerschleif – Prollenmühle – Hagenmühle – Schafbruck – Peugenhammer – NEW 33 – Pleystein – Weißenstein – NEW 50 – /St 2166 |
| NEW 33  | St 2154 – Hagendorf – Dürrenlohe – Fuchsmühle – Miesbrunn – Pleystein – NEW 32 – Lohma Siedlung – NEW 50 – /St 2160 |
| NEW 34  | St 2154 in Eslarn – Heckermühle – Gmeinsrieth – Putzhof – Oberaltmannsrieth – Landkreisgrenze – (SAD 45 im Landkreis Schwandorf) |
| NEW 35  | NEW 38 in Böhmischbruck – Etzgersrieth – NEW 36 – Landkreisgrenze – (SAD 43 im Landkreis Schwandorf) |
| NEW 36  | NEW 35 – Rückersrieth – St 2160 in Tröbes |
| NEW 37  | NEW 50 in Vohenstrauß – NEW 40 – Burgtreswitz – NEW 38 – St 2160 in Moosbach |
| NEW 38  | NEW 40 in Böhmischbruck – NEW 35 – NEW 37 |
| NEW 39  | in Tännesberg – Landkreisgrenze – (SAD 41 im Landkreis Schwandorf) |
| NEW 40  | – Böhmischbruck – NEW 38 – |
| NEW 41  | (SAD 25 im Landkreis Schwandorf) – Landkreisgrenze – NEW 42 – Wieselrieth – Lerau – Unterlind – /St 2166 |
| NEW 42  | NEW 41 – Wittschau – Preppach – Landkreisgrenze – (SAD 31 im Landkreis Schwandorf) |
| NEW 43  | (BT 24 im Landkreis Bayreuth) – Landkreisgrenze – Unteraichamühle – Oberaichamühle – Thurndorf – NEW 44 – Obertreinreuth – Burggrub – Kirchenthumbach – St 2120 – St 2122 – St 2168 in Tremmersdorf |
| NEW 44  | St 2120 – Heinersberg – Thurndorf – NEW 43 – Neuzirkendorf – St 2403 in Altzirkendorf |
| NEW 45  | St 2120 in Kirchenthumbach – NEW 46 – Ernstfeld – Truppenübungsplatz Grafenwöhr |
| NEW 46  | NEW 45 – Metzenhof – |
| NEW 47  | NEW 5 in Vorbach – NEW 14 in Menzlas |
| NEW 50  | NEW 32 – Vohenstrauß – NEW 37 – Braunetsrieth – St 2160 – NEW 33 – Lohma – St 2154 in Waidhaus |

## Quelle
OpenStreetMap: Landkreis Neustadt an der Waldnaab – Landkreis Neustadt an der Waldnaab im OpenStreetMap-Wiki